# Ledbergs kulle
Der Ledbergs kulle (auch Ledbergshögen) ist der größte Grabhügel Östergötlands in Schweden. Er stammt aus der Wikingerzeit (800–1050 n. Chr.) und befindet sich nordwestlich von Malmslätt zwischen den Flüssen Lillån und Svartån, südlich der Kirche von Ledberg.
Der nicht ausgegrabene, etwa 6,5 m hohe Hügel hat etwa 45,0 m Durchmesser. Auf der Spitze befindet sich eine flache Grube von etwa 2,0 Metern Durchmesser. Die Eintiefung hat wahrscheinlich mit einem Fahnenmast zu tun, der einst auf dem Hügel stand.
Großhügel mit einem Durchmesser von mehr als 30 Metern heißen in Schweden oft Kungshögen (deutsch „Königshügel“ – Sättuna Kungshög; Kungshögen Högsäter und Nysäter; Kungshögen (Höllviken) und Kungshögarna von Malmö-Oxie). Sie sind vorzugsweise um den Mälaren anzutreffen. Großhügel stammen oft aus der jüngeren Eisenzeit. Einige der größten sind: Anundshög in Västmanland, Högom in Medelpad, Inglinge hög in Småland, Ottarshögen in Uppland, Skalunda hög in Västergötland, Ströbo hög in Västmanland und die drei Hügel in Alt-Uppsala in Uppland.
1982 wurden Gräben für Kabel ausgehoben. Die an dieser Stelle gesammelte Holzkohle ergab ein kalibriertes 14C-Datum von 780–990 n. Chr. Die Umgebung wurde 2005 mit Metalldetektoren untersucht, ohne dass Funde gemacht wurde. In der Vergangenheit wurde eine Goldmünze, die in einen merowingische Ring umgewandelt wurde und auf das Jahr 600 n. Chr. Datiert wurde, gefunden.
Nördlich des Grabhügels liegt die Kirche von Ledberg. Die Nähe zwischen der Kirche und dem Hügel weist auf einen frühchristlichen Kontext. Dieser wird verstärkt durch einen Runenstein aus dem frühen 9. Jahrhundert, den so genannten Ledbergstenen, der auf dem Friedhof steht.